# Liste der Bodendenkmäler in Geiselhöring
Auf dieser Seite sind die Bodendenkmäler in der niederbayerischen Stadt Geiselhöring zusammengestellt. Diese Tabelle ist eine Teilliste der Liste der Bodendenkmäler in Bayern. Grundlage ist die Bayerische Denkmalliste, die auf Basis des Bayerischen Denkmalschutzgesetzes vom 1. Oktober 1973 erstmals erstellt wurde und seither durch das Bayerische Landesamt für Denkmalpflege geführt wird. Die folgenden Angaben ersetzen nicht die rechtsverbindliche Auskunft der Denkmalschutzbehörde.

## Bodendenkmäler in Geiselhöring
| Lage       | Objekt | Akten-Nr.     | Bild |
| ---------- | --- | ------------- | ---- |
| (Standort) | Abschnittsbefestigung der Vorgeschichte oder des frühen Mittelalters. | D-2-7139-0001 |      |
| (Standort) | Verebnete Grabhügel vorgeschichtlicher Zeitstellung. | D-2-7139-0002 |      |
| (Standort) | Verebnete Grabhügel vorgeschichtlicher Zeitstellung. | D-2-7139-0003 |      |
| (Standort) | Verebnete Grabhügel vorgeschichtlicher Zeitstellung. | D-2-7139-0004 |      |
| (Standort) | Siedlung vor- und frühgeschichtlicher Zeitstellung. | D-2-7139-0028 |      |
| (Standort) | Untertägige mittelalterliche und frühneuzeitliche Befunde im Bereich der katholischen Filialkirche Mariä Himmelfahrt in Wallkofen mit zugehörigem Friedhof. | D-2-7139-0051 |      |
| (Standort) | Grabhügel vorgeschichtlicher Zeitstellung. | D-2-7140-0019 |      |
| (Standort) | Untertägige Befunde des ehemaligen Schlosses sowie Grabenanlage des Mittelalters und der frühen Neuzeit in Geiselhöring. | D-2-7140-0020 |      |
| (Standort) | Mittelalterlicher Turmhügel. | D-2-7140-0021 |      |
| (Standort) | Siedlungen der frühen und mittleren Bronze- und der Urnenfelderzeit sowie Bestattungsplatz der frühen Latènezeit und des frühen Mittelalters. | D-2-7140-0023 |      |
| (Standort) | Siedlungen vor- und frühgeschichtlicher Zeitstellung, u. a. der frühen Bronze-, der Urnenfelder- und der Hallstattzeit sowie Reihengräberfeld des frühen Mittelalters. | D-2-7140-0026 |      |
| (Standort) | Siedlungen der Urnenfelder-, Hallstatt-, der frühen und späten Latènezeit sowie Bestattungsplatz der frühen Latènezeit. | D-2-7140-0028 |      |
| (Standort) | Siedlung vorgeschichtlicher Zeitstellung. | D-2-7140-0032 |      |
| (Standort) | Siedlungen der Linearbandkeramik und der Latènezeit. | D-2-7140-0033 |      |
| (Standort) | Verebneter Grabhügel vorgeschichtlicher Zeitstellung und Siedlung vor- und frühgeschichtlicher Zeitstellung. | D-2-7140-0034 |      |
| (Standort) | Siedlung vor- und frühgeschichtlicher Zeitstellung. | D-2-7140-0035 |      |
| (Standort) | Siedlung vor- und frühgeschichtlicher Zeitstellung. | D-2-7140-0036 |      |
| (Standort) | Verebneter Grabhügel vorgeschichtlicher Zeitstellung. | D-2-7140-0037 |      |
| (Standort) | Siedlung und verebnetes Grabenwerk vor- und frühgeschichtlicher Zeitstellung. | D-2-7140-0039 |      |
| (Standort) | Siedlung vor- und frühgeschichtlicher Zeitstellung. | D-2-7140-0041 |      |
| (Standort) | Siedlungen vor- und frühgeschichtlicher Zeitstellung, u. a. des Mittelneolithikums (Stichbandkeramik/Gruppe Oberlauterbach), des Jungneolithikums (Münchshöfener Gruppe), der Bronze- und Hallstattzeit. | D-2-7140-0042 |      |
| (Standort) | Siedlung vor- und frühgeschichtlicher Zeitstellung. | D-2-7140-0043 |      |
| (Standort) | Verebnete Grabhügel vorgeschichtlicher Zeitstellung. | D-2-7140-0044 |      |
| (Standort) | Siedlung vor- und frühgeschichtlicher Zeitstellung. | D-2-7140-0045 |      |
| (Standort) | Siedlung vor- und frühgeschichtlicher Zeitstellung. | D-2-7140-0046 |      |
| (Standort) | Siedlung vor- und frühgeschichtlicher Zeitstellung. | D-2-7140-0047 |      |
| (Standort) | Siedlung vor- und frühgeschichtlicher Zeitstellung. | D-2-7140-0048 |      |
| (Standort) | Siedlung vor- und frühgeschichtlicher Zeitstellung. | D-2-7140-0049 |      |
| (Standort) | Siedlung vor- und frühgeschichtlicher Zeitstellung. | D-2-7140-0050 |      |
| (Standort) | Verebneter Grabhügel vorgeschichtlicher Zeitstellung. | D-2-7140-0051 |      |
| (Standort) | Siedlung vor- und frühgeschichtlicher Zeitstellung. | D-2-7140-0054 |      |
| (Standort) | Verebnetes Grabenwerk vor- und frühgeschichtlicher Zeitstellung. | D-2-7140-0055 |      |
| (Standort) | Siedlung vor- und frühgeschichtlicher Zeitstellung. | D-2-7140-0056 |      |
| (Standort) | Siedlung vor- und frühgeschichtlicher Zeitstellung. | D-2-7140-0057 |      |
| (Standort) | Siedlungen der Linearbandkeramik, der Bronze- und der Urnenfelderzeit. | D-2-7140-0058 |      |
| (Standort) | Untertägige Befunde im Bereich der abgebrochenen Kirche des Mittelalters und der frühen Neuzeit St. Michael in Haindlingberg sowie Reihengräber des frühen Mittelalters. | D-2-7140-0062 |      |
| (Standort) | Bestattungsplatz und Siedlung vor- und frühgeschichtlicher Zeitstellung, u. a. Villa rustica der mittleren römischen Kaiserzeit. | D-2-7140-0063 |      |
| (Standort) | Verebnete Viereckschanze der späten Latènezeit sowie Siedlung der Linearbandkeramik, des Mittelneolithikums (Stichbandkeramik) und des Jungneolithikums (Münchshöfener Gruppe). | D-2-7140-0069 |      |
| (Standort) | Siedlung vor- und frühgeschichtlicher Zeitstellung. | D-2-7140-0072 |      |
| (Standort) | Verebnete Grabhügel vorgeschichtlicher Zeitstellung. | D-2-7140-0073 |      |
| (Standort) | Verebnete Grabhügel vorgeschichtlicher Zeitstellung. | D-2-7140-0074 |      |
| (Standort) | Verebnetes Grabenwerk und Siedlungen vor- und frühgeschichtlicher Zeitstellung, u. a. der Linearbandkeramik. | D-2-7140-0075 |      |
| (Standort) | Verebnete Grabhügel vorgeschichtlicher Zeitstellung. | D-2-7140-0076 |      |
| (Standort) | Siedlungen vor- und frühgeschichtlicher Zeitstellung u. a. der Stichbandkeramik und der Urnenfelderzeit. | D-2-7140-0078 |      |
| (Standort) | Siedlung vor- und frühgeschichtlicher Zeitstellung. | D-2-7140-0079 |      |
| (Standort) | Siedlungen der Linearbandkeramik und des Mittelneolithikums (Stichbandkeramik, Gruppe Oberlauterbach). | D-2-7140-0080 |      |
| (Standort) | Siedlung vor- und frühgeschichtlicher Zeitstellung. | D-2-7140-0081 |      |
| (Standort) | Siedlung vor- und frühgeschichtlicher Zeitstellung. | D-2-7140-0082 |      |
| (Standort) | Siedlung vor- und frühgeschichtlicher Zeitstellung. | D-2-7140-0083 |      |
| (Standort) | Reihengräber des frühen Mittelalters. | D-2-7140-0084 |      |
| (Standort) | Verebnetes Grabenwerk vor- und frühgeschichtlicher Zeitstellung. | D-2-7140-0085 |      |
| (Standort) | Siedlung vor- und frühgeschichtlicher Zeitstellung. | D-2-7140-0086 |      |
| (Standort) | Siedlung vor- und frühgeschichtlicher Zeitstellung. | D-2-7140-0087 |      |
| (Standort) | Siedlung vor- und frühgeschichtlicher Zeitstellung. | D-2-7140-0088 |      |
| (Standort) | Verebnete Grabhügel vorgeschichtlicher Zeitstellung. | D-2-7140-0089 |      |
| (Standort) | Siedlung vor- und frühgeschichtlicher Zeitstellung. | D-2-7140-0090 |      |
| (Standort) | Siedlung vor- und frühgeschichtlicher Zeitstellung. | D-2-7140-0091 |      |
| (Standort) | Siedlung vor- und frühgeschichtlicher Zeitstellung. | D-2-7140-0092 |      |
| (Standort) | Verebnete Grabhügel vorgeschichtlicher Zeitstellung. | D-2-7140-0094 |      |
| (Standort) | Siedlung vor- und frühgeschichtlicher Zeitstellung und verebnete Grabhügel vorgeschichtlicher Zeitstellung. | D-2-7140-0095 |      |
| (Standort) | Verebnete Grabhügel vorgeschichtlicher Zeitstellung. | D-2-7140-0096 |      |
| (Standort) | Verebnete Grabhügel vorgeschichtlicher Zeitstellung. | D-2-7140-0097 |      |
| (Standort) | Siedlung vor- und frühgeschichtlicher Zeitstellung. | D-2-7140-0098 |      |
| (Standort) | Verebnete Grabhügel vorgeschichtlicher Zeitstellung. | D-2-7140-0099 |      |
| (Standort) | Verebnete vorgeschichtliche Grabhügel und Siedlungen vor- und frühgeschichtlicher Zeitstellung, u. a. des Mittelneolithikums (Stichbandkeramik, Gruppe Oberlauterbach), des Jungneolithikums (Münchshöfener Gruppe), der Urnenfelder- und Latènezeit sowie der römischen Kaiserzeit. | D-2-7140-0100 |      |
| (Standort) | Siedlung vor- und frühgeschichtlicher Zeitstellung sowie Villa rustica der mittleren römischen Kaiserzeit. | D-2-7140-0102 |      |
| (Standort) | Verebneter Grabhügel vorgeschichtlicher Zeitstellung. | D-2-7140-0104 |      |
| (Standort) | Verebnete Grabhügel vorgeschichtlicher Zeitstellung. | D-2-7140-0105 |      |
| (Standort) | Verebnete Grabhügel der Bronzezeit. | D-2-7140-0108 |      |
| (Standort) | Verebneter Grabhügel vorgeschichtlicher Zeitstellung. | D-2-7140-0109 |      |
| (Standort) | Verebnete Viereckschanze der späten Latènezeit und Siedlung vor- und frühgeschichtlicher Zeitstellung. | D-2-7140-0111 |      |
| (Standort) | Siedlung vor- und frühgeschichtlicher Zeitstellung. | D-2-7140-0112 |      |
| (Standort) | Siedlungen der Linearbandkeramik, der Bronze- und Urnenfelderzeit. | D-2-7140-0114 |      |
| (Standort) | Verebnete Grabhügel vorgeschichtlicher Zeitstellung. | D-2-7140-0115 |      |
| (Standort) | Verebnete Grabhügel vorgeschichtlicher Zeitstellung. | D-2-7140-0116 |      |
| (Standort) | Siedlung vor- und frühgeschichtlicher Zeitstellung. | D-2-7140-0117 |      |
| (Standort) | Siedlung des Mittelneolithikums (Stichbandkeramik). | D-2-7140-0118 |      |
| (Standort) | Siedlung vor- und frühgeschichtlicher Zeitstellung. | D-2-7140-0119 |      |
| (Standort) | Ringwall des frühen Mittelalters. | D-2-7140-0121 |      |
| (Standort) | Viereckschanzen und Siedlung der späten Latènezeit sowie verebnetes Grabenwerk und Siedlung vor- und frühgeschichtlicher Zeitstellung. | D-2-7140-0122 |      |
| (Standort) | Ringwall des frühen Mittelalters. | D-2-7140-0124 |      |
| (Standort) | Verebnete Grabhügel der Hallstattzeit. | D-2-7140-0125 |      |
| (Standort) | Siedlungen vor- und frühgeschichtlicher Zeitstellung, u. a. des Jungneolithikums (Altheimer Gruppe) und der vorgeschichtlichen Metallzeiten. | D-2-7140-0128 |      |
| (Standort) | Siedlung der mittleren römischen Kaiserzeit. | D-2-7140-0130 |      |
| (Standort) | Siedlungen vor- und frühgeschichtlicher Zeitstellung, u. a. des Jungneolithikums (Altheimer Gruppe), der frühen Bronze- und frühen Latènezeit. | D-2-7140-0131 |      |
| (Standort) | Verebnetes viereckiges Grabenwerk vor- und frühgeschichtlicher Zeitstellung sowie Siedlungen des Mittelneolithikums (Gruppe Oberlauterbach), des Jungneolithikums (Münchshöfener und Altheimer Kultur), der Urnenfelder- und der Hallstattzeit. | D-2-7140-0133 |      |
| (Standort) | Siedlung der Urnenfelderzeit. | D-2-7140-0136 |      |
| (Standort) | Siedlung der Linear- und Stichbandkeramik. | D-2-7140-0137 |      |
| (Standort) | Siedlungen der frühen Bronzezeit, der Metallzeiten und der römischen Kaiserzeit sowie Reihengräberfeld des frühen Mittelalters. | D-2-7140-0139 |      |
| (Standort) | Körpergräber vor- und frühgeschichtlicher Zeitstellung. | D-2-7140-0141 |      |
| (Standort) | Verebneter Grabhügel vorgeschichtlicher Zeitstellung. | D-2-7140-0144 |      |
| (Standort) | Siedlung vor- und frühgeschichtlicher Zeitstellung. | D-2-7140-0145 |      |
| (Standort) | Verebnete Grabhügel vorgeschichtlicher Zeitstellung. | D-2-7140-0146 |      |
| (Standort) | Siedlungen und verebnetes Grabenwerk vor- und frühgeschichtlicher Zeitstellung. | D-2-7140-0147 |      |
| (Standort) | Siedlung vor- und frühgeschichtlicher Zeitstellung. | D-2-7140-0148 |      |
| (Standort) | Grabenwerke des Mittelneolithikums und der Hallstattzeit, Siedlungen des Mittelneolithikums, des Jungneolithikums (Altheimer Gruppe), der frühen Bronzezeit, der späten Bronze- und frühen Urnenfelderzeit, der Hallstattzeit, der römischen Kaiserzeit und des frühen Mittelalters, Körpergräber des Jungneolithikums (Münchshöfener Gruppe) und der frühen Bronzezeit sowie Siedlung und Körpergräber der frühen Urnenfelderzeit. | D-2-7140-0149 |      |
| (Standort) | Siedlung und Bestattungsplatz vor- und frühgeschichtlicher Zeitstellung. | D-2-7140-0150 |      |
| (Standort) | Verebnete Grabhügel vorgeschichtlicher Zeitstellung und Siedlung vor- und frühgeschichtlicher Zeitstellung. | D-2-7140-0151 |      |
| (Standort) | Siedlung vor- und frühgeschichtlicher Zeitstellung. | D-2-7140-0152 |      |
| (Standort) | Verebnetes Grabenwerk und Siedlung vor- und frühgeschichtlicher Zeitstellung. | D-2-7140-0153 |      |
| (Standort) | Siedlungen des Neolithikums, u. a. der Linear- und Stichbandkeramik. | D-2-7140-0154 |      |
| (Standort) | Siedlungen der Linearbandkeramik, der Bronze-, der Urnenfelder-, der Hallstatt-, Latène- und römischen Kaiserzeit sowie Bestattungsplatz der Urnenfelderzeit. | D-2-7140-0156 |      |
| (Standort) | Siedlung vor- und frühgeschichtlicher Zeitstellung. | D-2-7140-0158 |      |
| (Standort) | Siedlung vor- und frühgeschichtlicher Zeitstellung. | D-2-7140-0162 |      |
| (Standort) | Siedlung vor- und frühgeschichtlicher Zeitstellung. | D-2-7140-0164 |      |
| (Standort) | Siedlung und Grabenwerk vor- und frühgeschichtlicher Zeitstellung sowie Siedlung und Brandgräberfeld der späten Bronze- und der Urnenfelderzeit. Siedlung der römischen Kaiserzeit/Völkerwanderungszeit. | D-2-7140-0167 |      |
| (Standort) | Siedlung und Körpergräber des frühen Mittelalters. | D-2-7140-0168 |      |
| (Standort) | Siedlung vor- und frühgeschichtlicher Zeitstellung, u. a. der Urnenfelder-, Hallstatt- und Latènezeit. | D-2-7140-0169 |      |
| (Standort) | Siedlung vor- und frühgeschichtlicher Zeitstellung. | D-2-7140-0170 |      |
| (Standort) | Verebnete Grabhügel vorgeschichtlicher Zeitstellung. | D-2-7140-0172 |      |
| (Standort) | Grabhügel vorgeschichtlicher Zeitstellung, u. a. der Urnenfelderzeit. | D-2-7140-0175 |      |
| (Standort) | Siedlung vor- und frühgeschichtlicher Zeitstellung. | D-2-7140-0176 |      |
| (Standort) | Verebnete Grabhügel vorgeschichtlicher Zeitstellung. | D-2-7140-0201 |      |
| (Standort) | Verebnete Grabhügel vorgeschichtlicher Zeitstellung und Siedlung des Jungneolithikums (Münchshöfener Gruppe). | D-2-7140-0215 |      |
| (Standort) | Siedlung und verebnetes Grabenwerk vor- und frühgeschichtlicher Zeitstellung. | D-2-7140-0251 |      |
| (Standort) | Verebnetes Grabenwerk und Siedlung vor- und frühgeschichtlicher Zeitstellung. | D-2-7140-0252 |      |
| (Standort) | Siedlung vor- und frühgeschichtlicher Zeitstellung. | D-2-7140-0254 |      |
| (Standort) | Siedlung vorgeschichtlicher Zeitstellung, u. a. des Neolithikums und der Hallstattzeit. | D-2-7140-0255 |      |
| (Standort) | Untertägige mittelalterliche und frühneuzeitliche Befunde im Bereich der katholischen Pfarrkirche St. Nikolaus in Sallach mit zugehörigem Friedhof und ihres Vorgängerbaus. | D-2-7140-0261 |      |
| (Standort) | Untertägige mittelalterliche und frühneuzeitliche Befunde im Bereich der katholischen Filialkirche St. Margaretha in Oberharthausen mit zugehörigem Friedhof und ihres Vorgängerbaus. | D-2-7140-0264 |      |
| (Standort) | Siedlung des frühen und hohen Mittelalters, Körpergräber des frühen Mittelalters sowie untertägige Befunde im Bereich der abgegangenen Kirche des Mittelalters und der frühen Neuzeit St. Martin. | D-2-7140-0289 |      |
| (Standort) | Körpergräber vor- und frühgeschichtlicher Zeitstellung und Siedlung des späten Mittelalters. | D-2-7140-0290 |      |
| (Standort) | Untertägige mittelalterliche und frühneuzeitliche Befunde im Bereich der katholischen Stadtpfarrkirche St. Petrus und Erasmus in Geiselhöring und ihres Vorgängerbaus mit zugehörigem Friedhof. | D-2-7140-0291 |      |
| (Standort) | Untertägige mittelalterliche und frühneuzeitliche Befunde im Bereich der katholischen Kirche St. Jakob (Linskirche) in Geiselhöring mit Friedhof. | D-2-7140-0292 |      |
| (Standort) | Untertägige frühneuzeitliche Befunde im Bereich der katholischen Filialkirche Unserer Lieben Frau in Antenring und ihres Vorgängerbaus. | D-2-7140-0294 |      |
| (Standort) | Untertägige mittelalterliche und frühneuzeitliche Befunde im Bereich der katholischen Filialkirche St. Georg in Frauenhofen mit zugehörigem Friedhof | D-2-7140-0297 |      |
| (Standort) | Verebneter Turmhügel des späten Mittelalters. | D-2-7140-0300 |      |
| (Standort) | Untertägige mittelalterliche und frühneuzeitliche Befunde im Bereich der katholischen Filialkirche St. Ulrich in Greißing und ihres Vorgängerbaus. | D-2-7140-0302 |      |
| (Standort) | Untertägige mittelalterliche und frühneuzeitliche Befunde im Bereich der katholischen Filialkirche St. Ulrich in Großaich. | D-2-7140-0305 |      |
| (Standort) | Untertägige mittelalterliche und frühneuzeitliche Befunde im Bereich der katholischen Wallfahrtskirche Mariä Himmelfahrt mit zugehörigem Friedhof sowie der katholischen Filialkirche Heilig Kreuz in Haindling und ihrer Vorgängerbauten. | D-2-7140-0309 |      |
| (Standort) | Untertägige mittelalterliche und frühneuzeitliche Befunde im Bereich der katholischen Pfarrkirche St. Johannes der Täufer sowie des ehemaligen mittelalterlichen Wasserburgstalls und des Schlosses der frühen Neuzeit in Hainsbach. | D-2-7140-0312 |      |
| (Standort) | Untertägige frühneuzeitliche Befunde im Bereich der katholischen Filialkirche St. Martin in Hirschling. | D-2-7140-0315 |      |
| (Standort) | Untertägige frühneuzeitliche Befunde im Bereich der katholischen Filialkirche St. Martin in Malchesing und ihres Vorgängerbaus. | D-2-7140-0319 |      |
| (Standort) | Untertägige mittelalterliche und frühneuzeitliche Befunde im Bereich der katholischen Filialkirche St. Martin in Pönning mit zugehörigem Friedhof und abgebrochener Seelenkapelle. | D-2-7140-0323 |      |
| (Standort) | Untertägige mittelalterliche und frühneuzeitliche Befunde im Bereich von Schloss Sallach und seiner Vorgängerbauten. | D-2-7140-0325 |      |
| (Standort) | Siedlung der Bronzezeit. | D-2-7140-0330 |      |
| (Standort) | Siedlung vorgeschichtlicher Zeitstellung, u. a. der Urnenfelderzeit und der Latènezeit, sowie des frühen Mittelalters, Bestattungsplatz der frühen Latènezeit. | D-2-7140-0331 |      |
| (Standort) | Verebnetes viereckiges Grabenwerk mit abgerundeten Ecken vor- und frühgeschichtlicher Zeitstellung. | D-2-7140-0332 |      |
| (Standort) | Siedlung vor- und frühgeschichtlicher Zeitstellung. | D-2-7141-0251 |      |
| (Standort) | Grabhügel vorgeschichtlicher Zeitstellung. | D-2-7240-0079 |      |
| (Standort) | Grabhügel vorgeschichtlicher Zeitstellung, u. a. der Hallstattzeit. | D-2-7240-0080 |      |
| (Standort) | Viereckschanze der späten Latènezeit. | D-2-7240-0082 |      |
| (Standort) | Viereckschanze der späten Latènezeit. | D-2-7240-0083 |      |
| (Standort) | Grabhügel vorgeschichtlicher Zeitstellung. | D-2-7240-0084 |      |
| (Standort) | Viereckschanze der späten Latènezeit. | D-2-7240-0085 |      |
| (Standort) | Reihengräberfeld des frühen Mittelalters. | D-2-7240-0086 |      |
| (Standort) | Siedlungen vor- und frühgeschichtlicher Zeitstellung, u. a. der Bronze- und Urnenfelderzeit. | D-2-7240-0088 |      |
| (Standort) | Siedlung vor- und frühgeschichtlicher Zeitstellung. | D-2-7240-0089 |      |
| (Standort) | Siedlungen vor- und frühgeschichtlicher Zeitstellung, u. a. des Jung- und Endneolithikums, der Bronze- und Latènezeit. | D-2-7240-0091 |      |
| (Standort) | Siedlung vor- und frühgeschichtlicher Zeitstellung und verebnete Grabhügel vorgeschichtlicher Zeitstellung mit Kreisgräben. | D-2-7240-0092 |      |
| (Standort) | Verebnetes viereckiges Grabenwerk vor- und frühgeschichtlicher Zeitstellung. | D-2-7240-0094 |      |
| (Standort) | Grabhügel vorgeschichtlicher Zeitstellung und viereckiges Grabenwerk vor- und frühgeschichtlicher Zeitstellung. | D-2-7240-0095 |      |
| (Standort) | Grabhügel vorgeschichtlicher Zeitstellung. | D-2-7240-0098 |      |
| (Standort) | Grabhügel vorgeschichtlicher Zeitstellung. | D-2-7240-0099 |      |
| (Standort) | Siedlungen der Linearbandkeramik, des Mittelneolithikums (Stichbandkeramik, Gruppe Oberlauterbach, SOB), der Bronze-, Urnenfelder- und Hallstattzeit, der späten Latènezeit sowie Körpergräber vor- und frühgeschichtlicher Zeitstellung. | D-2-7240-0101 |      |
| (Standort) | Verebnete Viereckschanze und Siedlung der späten Latènezeit. | D-2-7240-0104 |      |
| (Standort) | Siedlungen der Linearbandkeramik, des Mittelneolithikums (Stichbandkeramik/Gruppe Oberlauterbach), der frühen Bronzezeit, der Latènezeit und der römischen Kaiserzeit. | D-2-7240-0107 |      |
| (Standort) | Siedlungen der Linearbandkeramik, des Mittelneolithikums (Gruppe Oberlauterbach), des Jungneolithikums (Münchshöfener Kultur), der Bronzezeit und der mittleren römischen Kaiserzeit. | D-2-7240-0109 |      |
| (Standort) | Siedlung vor- und frühgeschichtlicher Zeitstellung. | D-2-7240-0110 |      |
| (Standort) | Siedlung vor- und frühgeschichtlicher Zeitstellung. | D-2-7240-0111 |      |
| (Standort) | Verebnete Grabhügel vorgeschichtlicher Zeitstellung. | D-2-7240-0112 |      |
| (Standort) | Verebnetes Grabenwerk mit zwei Gräben vor- und frühgeschichtlicher Zeitstellung. | D-2-7240-0113 |      |
| (Standort) | Siedlung vor- und frühgeschichtlicher Zeitstellung. | D-2-7240-0114 |      |
| (Standort) | Siedlung vor- und frühgeschichtlicher Zeitstellung. | D-2-7240-0115 |      |
| (Standort) | Grabhügel vorgeschichtlicher Zeitstellung. | D-2-7240-0123 |      |
| (Standort) | Siedlung vorgeschichtlicher Zeitstellung. | D-2-7240-0148 |      |
| (Standort) | Grabhügel vorgeschichtlicher Zeitstellung. | D-2-7240-0182 |      |
| (Standort) | Untertägige mittelalterliche und frühneuzeitliche Befunde im Bereich der katholischen Filialkirche Mariä Himmelfahrt in Hadersbach mit zugehörigem Friedhof und ihrer Vorgängerbauten. | D-2-7240-0236 |      |
| (Standort) | Siedlung des Neolithikums, der späten Bronzezeit, der Urnenfelderzeit und der Latènezeit, Bestattungsplatz der frühen Bronzezeit, Brandgräber der Urnenfelderzeit und zwei Grabenabschnitte vor- und frühgeschichtlicher Zeitstellung. | D-2-7240-0266 |      |
| (Standort) | Siedlung der Urnenfelderzeit. | D-3-7140-0042 |      |